# Nati nel 1667
| Questa pagina contiene informazioni ricavate automaticamente dalle voci biografiche con l'ausilio del template Bio e di un bot. L'aggiornamento è periodico e automatico e ricostruisce completamente la pagina. Se manca una persona in questa lista, sei pregato di non aggiungerla, ma accertati piuttosto che la sua voce biografica contenga il template Bio e che i dati anagrafici siano correttamente compilati. Se il template Bio manca, inseriscilo tu stesso o, in alternativa, metti l'avviso {{tmp\|Bio}} che ne segnala la mancanza. Se i dati riportati sono sbagliati, correggi direttamente la voce biografica; le modifiche saranno visibili in questa lista entro pochi giorni. Per chiarimenti vedi il progetto biografie. La lista contiene solo le 93 persone che sono citate nell'enciclopedia e per le quali è stato implementato correttamente il template Bio. Pagina aggiornata al 30 gen 2025. |

## Gennaio(8)
- 5 gennaio - Antonio Lotti, compositore italiano († 1740)
- 6 gennaio - María Justa de Jesús, religiosa e mistica spagnola († 1723)
- 12 gennaio - Jonathan Richardson, pittore e collezionista d'arte inglese († 1745)
- 13 gennaio - Jean Dumont, scrittore e storiografo francese († 1727)
- 15 gennaio - Ottavio II Gonzaga, letterato italiano († 1709)
- 15 gennaio - Cesare Michelangelo d'Avalos, militare e politico italiano († 1729)
- 26 gennaio - Elizabeth Percy, baronessa Percy, nobile inglese († 1722)
- 30 gennaio - Costantino Grimaldi, filosofo, giurista e politico italiano († 1750)

## Febbraio(6)
- 4 febbraio - Alessandro Magnasco, pittore italiano († 1749)
- 5 febbraio - Gottfried Reiche, trombettista e compositore tedesco († 1734)
- 9 febbraio - Salvino Salvini, poeta e umanista italiano († 1751)
- 20 febbraio - Leopold Matthias von Lamberg, principe e politico austriaco († 1711)
- 24 febbraio - Paolo Mattia Doria, filosofo e matematico italiano († 1746)
- 27 febbraio - Ludwika Karolina Radziwiłł, principessa polacca († 1695)

## Marzo(3)
- 3 marzo - Jacob Heinrich von Flemming, politico e generale tedesco († 1728)
- 13 marzo - Carlo Maria Marini, cardinale italiano († 1747)
- 21 marzo - Michel Bégon, funzionario francese († 1747)

## Aprile(4)
- 3 aprile - Guglielmo Giacinto di Nassau-Siegen, principe tedesco († 1743)
- 13 aprile - Giovanni Vignoli, archeologo e numismatico italiano († 1733)
- 29 aprile - John Arbuthnot, statistico, medico e scrittore scozzese († 1735)
- 29 aprile - Francesco Saverio Fontana, vescovo cattolico italiano († 1736)

## Maggio(6)
- 1º maggio - Alessandro Aldobrandini, cardinale e arcivescovo cattolico italiano († 1734)
- 15 maggio - Inhyeon di Joseon, regina coreana († 1701)
- 16 maggio - Germain Boffrand, architetto francese († 1754)
- 19 maggio - Antonio Banchieri, cardinale italiano († 1733)
- 26 maggio - Abraham de Moivre, matematico francese († 1754)
- 27 maggio - Bernardino Fera, pittore italiano († 1714)

## Giugno(5)
- 6 giugno - Giorgio Spinola, cardinale e arcivescovo cattolico italiano († 1739)
- 17 giugno - Robert Tournières, pittore francese († 1752)
- 25 giugno - Johann Franz Budde, teologo tedesco († 1729)
- 27 giugno - Ignace Jacques Parrocel, pittore e incisore francese († 1722)
- 28 giugno - Ivan Jur'evič Trubeckoj, ufficiale e nobile russo († 1750)

## Luglio(5)
- 2 luglio - Pietro Ottoboni, cardinale italiano († 1740)
- 13 luglio - Louis-Charles de Machault d'Arnouville, politico e nobile francese († 1750)
- 16 luglio - Giuseppe Maria Jacchini, violoncellista e compositore italiano († 1727)
- 21 luglio - Cristoforo Munari, pittore italiano († 1720)
- 27 luglio - Johann Bernoulli, matematico svizzero († 1748)

## Agosto(4)
- 11 agosto - Anna Maria Luisa de' Medici, nobile italiana († 1743)
- 22 agosto - Vincenzo Maria Mazzoleni, arcivescovo cattolico italiano († 1741)
- 22 agosto - Giovanni Battista Sidotti, missionario italiano († 1714)
- 28 agosto - Luisa di Meclemburgo-Güstrow, sovrana danese († 1721)

## Settembre(7)
- 1º settembre - Tommaso Ottaviano II Ghilini, nobile e politico italiano († 1748)
- 2 settembre - Federico Adolfo di Lippe-Detmold, conte († 1718)
- 5 settembre - Giovanni Girolamo Saccheri, gesuita e matematico italiano († 1733)
- 9 settembre - Felice Torelli, pittore italiano († 1748)
- 24 settembre - Jean-Louis Lully, compositore francese († 1688)
- 28 settembre - Asano Naganori, militare giapponese († 1701)
- 30 settembre - Girolamo Crispi, arcivescovo cattolico italiano († 1746)

## Ottobre(5)
- 2 ottobre - Luigi di Borbone, conte di Vermandois, militare francese († 1683)
- 24 ottobre - Sofia Cristiana di Wolfstein, nobile tedesca († 1737)
- 25 ottobre - Luigi Federico I di Schwarzburg-Rudolstadt, principe († 1718)
- 28 ottobre - Sibilla Maria di Sassonia-Merseburg, principessa tedesca († 1693)
- 28 ottobre - Maria Anna del Palatinato-Neuburg († 1740)

## Novembre(5)
- 1º novembre - Carlo Gaetano Stampa, cardinale e arcivescovo cattolico italiano († 1742)
- 2 novembre - Giacomo Luigi Sobieski, nobile polacco († 1737)
- 5 novembre - Christoph Ludwig Agricola, pittore e incisore tedesco († 1719)
- 23 novembre - Isaac de Moucheron, pittore, incisore e architetto olandese († 1744)
- 30 novembre - Jonathan Swift, scrittore e poeta irlandese († 1745)

## Dicembre(6)
- 1º dicembre - José de Santiago Concha, generale e politico spagnolo
- 9 dicembre - William Whiston, filosofo, teologo e matematico inglese († 1752)
- 14 dicembre - Tommaso Bernardo Gaffi, compositore italiano († 1744)
- 15 dicembre - Floriano Arresti, compositore, clavicembalista e organista italiano († 1717)
- 15 dicembre - Ernesto Luigi d'Assia-Darmstadt, nobile († 1739)
- 25 dicembre - Melusine von der Schulenburg, nobile tedesca († 1743)

## Senza giorno specificato(29)
- Pietro Avogadro, pittore italiano († 1737)
- Johann Beringer, medico tedesco († 1738)
- Nicolas Bertin, pittore, disegnatore e decoratore francese († 1736)
- Yosep II Bet Ma'aruf, patriarca cattolico ottomano († 1713)
- Francis Bird, scultore inglese († 1731)
- Giulio Visconti Borromeo Arese, nobile, politico e militare italiano († 1750)
- Susanna Centlivre, drammaturga e attrice teatrale britannica († 1723)
- Giovanni Cinqui, pittore italiano († 1743)
- Nicola Cosimi, compositore e violinista italiano († 1717)
- William Coventry, V conte di Coventry, politico inglese († 1751)
- Vasilij Vladimirovič Dolgorukov, generale russo († 1746)
- Antonio Felice Ferrari, pittore italiano († 1720)
- Jacques Gabriel, architetto francese († 1742)
- Giacomo Maria Giovannini, pittore e incisore italiano († 1717)
- Pantaleon Hebenstreit, musicista e compositore tedesco († 1750)
- Henrietta FitzJames, nobile britannica († 1730)
- Pasquale Lazzarini, scultore italiano († 1731)
- Jacob Christoph Le Blon, pittore e incisore tedesco († 1741)
- Bonaventura Licheri, poeta italiano († 1733)
- Antonio José de Mendoza Caamaño y Sotomayor,  spagnolo († 1746)
- Michel Pignolet de Montéclair, violinista e compositore francese († 1737)
- Johann Christoph Pepusch, compositore tedesco († 1752)
- Matteo Sassano, cantante castrato italiano († 1737)
- Silahdar Damat Ali Pascià, militare ottomano († 1716)
- John Spotiswood, giurista britannico († 1728)
- Giovanni Tuccari, pittore italiano († 1743)
- Ye Tianshi, medico cinese († 1746)
- Nicola Zabaglia, inventore e ingegnere italiano († 1750)
- Giambattista Felice Zappi, poeta italiano († 1719)